# 甚低频
| 甚低頻（VLF）                                 |
| --------------------------------------------- |
| 每秒週期： 30kHz 至 3kHz 波長： 10km 至 100km |

甚低頻（英語：VLF, Very Low Frequency）是指由國際電信聯盟定義的頻帶由3KHz到30KHz的無線電波。其波長為100公里到10公里，因此又稱為萬米波（myriameter wave）。
萬米波由於其帶寬有限，比較難以傳播語音信號，並且只能使用低數據速率編碼系統。VLF頻段可以用於無線電導航服務、軍事通訊、政府授時、無線電時鐘。由於VLF波可以穿透至少40公尺海水，因此它們被用於潛艇通信。

## 傳播特性
萬米波因為波長較長，可以繞過大障礙物進行衍射，因此不會被山脈等地形阻擋，並且可以像地波一樣沿著地球的曲率傳播，因此不受地平線的限制。地面波在幾百到一千公里之外就不那麼重要了，長距離傳播的主要模式是地球-電離層波導機制。地球的電離層高度大概為為60-90公里，他可以反射VLF無線電波，使得萬米波能在地球上傳播而不會逃逸到太空中。
甚低頻具有非常低的路徑衰減，每1,000公里才衰減2–3dB，因此，甚低頻傳輸非常穩定可靠，可用於遠距離通信，目前已經實現了5,000–20,000公里的傳播距離。